# Papinska bula
Papinska bula (lat. Bulla apostolica), svečana javna pisana papina okružnica. Nazvana je prema buli kojom se pečatila radi dokazivanja autentičnosti.
Isprva su korištene za raznovrsnu javnu komunikaciju, a od 15. stoljeća rezervitrane su isključivo za službene i iznimno svečane prilike.